# Eckertal
Eckertal ist ein Ortsteil von Bad Harzburg im niedersächsischen Landkreis Goslar.

## Geographische Lage
Eckertal liegt am Westufer der Ecker, die aus dem unmittelbar südlich gelegenen geografischen Eckertal des Harzes fließt und die Ostgrenze der Stadt Bad Harzburg und des Landes Niedersachsen bildet. Die Siedlung geht im Nordosten unmittelbar in Stapelburg über und ist ansonsten von Wald umgeben: Das Dorlah im Norden, der Schimmerwald als Teil des Nationalparks Harz im Westen und den Mittelgebirgswald des nach Süden immer steiler übergehenden Harzes im Süden. Die nächste auf Bad Harzburger Gebiet gelegene Siedlung ist die zu Bettingerode gehörige Einzelsiedlung Altfelder Krug in rund zwei Kilometer Entfernung nordwestlich, die Sophienhöhe als Ostende der Bad Harzburger Kernstadt befindet sich rund vier Kilometer südwestlich (Angaben in Luftlinie).

## Geschichte
Eckertal entstand als nennenswerte Siedlung im frühen 20. Jahrhundert am 1894 eröffneten Bahnhof Eckertal (zeitgenössische Schreibweise: Bahnhof Eckerthal) an der heute von Bad Harzburg bis Stapelburg abgebauten Bahnstrecke Heudeber-Danstedt–Bad Harzburg. Noch 1903 war das heutige Wohngebiet bis auf den Bahnhof Eckertal unbebaut. Ein weiterer, nördlicher Siedlungskern war die Försterei Schimmerwald als Einzelsiedlung an der Ilsenburger Straße.
1936 errichtete die Wehrmacht direkt nordwestlich von Eckertal eine Munitionsanstalt (Muna) der Luftwaffe, die Luftmunitionsanstalt Stapelburg. Am 10. April 1945 wurde diese durch Sprengung vollständig zerstört. Die gewaltige Druckwelle zerstörte im sieben Kilometer entfernten Bahnhof Bad Harzburg Fensterscheiben. Auf dem 240 ha großen Gelände befinden sich über 120 Bunker sowie eine große Anzahl von Sprengtrichtern mit einem Durchmesser von bis zu 60 m. Noch bis 2012 war bei Eckertal der niedersächsische Kampfmittelräumdienst im Einsatz.
In den Zeiten der deutschen Teilung war Eckertal beliebtes Ausflugsziel; auf bundesdeutscher Seite befand sich ein Aussichtsturm, von dem aus Teile der innerdeutschen Grenze überblickt werden konnten. Die Staumauer der nahen Eckertalsperre war während der deutschen Teilung durch eine Mauer auf der Staumauer als Teil der Grenze gesichert; sie ist öffentlich begehbar.
Als am 9. November 1989 die Berliner Mauer geöffnet wurde, war es nur eine Frage der Zeit, bis dies auch andernorts an der innerdeutschen Grenze geschah. Am 11. November 1989 gegen 16:30 Uhr wurde zwischen Eckertal und Stapelburg die Grenze durch Stapelburger Bürger geöffnet. Historisch gesehen war dies außerhalb Berlins der erste neue Grenzübergang zwischen der DDR und der Bundesrepublik Deutschland. Der Besucherandrang an diesem Übergang war so groß, dass das Technische Hilfswerk noch am selben Wochenende eine stabilere Behelfsbrücke über die Ecker errichten musste. Zu den prominenten ersten Besuchern des neuen Übergangs gehörte auch der Ministerpräsident von Niedersachsen, Ernst Albrecht. Am zehnten Jahrestag dieses Ereignisses wurde an historischer Stelle ein Gedenkstein errichtet.

### Bevölkerungsentwicklung
| Entwicklung | Jahr                                                                      | Einwohner | Jahr | Einwohner | Jahr | Einwohner |
| --- | ------------------------------------------------------------------------- | --------- | ---- | --------- | ---- | --------- |
| Die zur Anzeige dieser Grafik verwendete Erweiterung wurde dauerhaft deaktiviert. Wir arbeiten aktuell daran, diese und weitere betroffene Grafiken auf ein neues Format umzustellen. (Mehr dazu) | 1979                                                                      | 211       | 2012 | 153       | 2018 | 154       |
| Die zur Anzeige dieser Grafik verwendete Erweiterung wurde dauerhaft deaktiviert. Wir arbeiten aktuell daran, diese und weitere betroffene Grafiken auf ein neues Format umzustellen. (Mehr dazu) | 2005                                                                      | 158       | 2013 | 152       | 2019 | 141       |
| Die zur Anzeige dieser Grafik verwendete Erweiterung wurde dauerhaft deaktiviert. Wir arbeiten aktuell daran, diese und weitere betroffene Grafiken auf ein neues Format umzustellen. (Mehr dazu) | 2007                                                                      | 169       | 2014 | 151       | 0    | 0         |
| Die zur Anzeige dieser Grafik verwendete Erweiterung wurde dauerhaft deaktiviert. Wir arbeiten aktuell daran, diese und weitere betroffene Grafiken auf ein neues Format umzustellen. (Mehr dazu) | 2008                                                                      | 161       | 2015 | 152       | 0    | 0         |
| Die zur Anzeige dieser Grafik verwendete Erweiterung wurde dauerhaft deaktiviert. Wir arbeiten aktuell daran, diese und weitere betroffene Grafiken auf ein neues Format umzustellen. (Mehr dazu) | 2010                                                                      | 160       | 2016 | 154       | 0    | 0         |
| Die zur Anzeige dieser Grafik verwendete Erweiterung wurde dauerhaft deaktiviert. Wir arbeiten aktuell daran, diese und weitere betroffene Grafiken auf ein neues Format umzustellen. (Mehr dazu) | 2011                                                                      | 153       | 2017 | 154       | 0    | 0         |
| Die zur Anzeige dieser Grafik verwendete Erweiterung wurde dauerhaft deaktiviert. Wir arbeiten aktuell daran, diese und weitere betroffene Grafiken auf ein neues Format umzustellen. (Mehr dazu) | Jeweils zum 31. Dezember des Jahres Quelle: 1979, 2018 und 2019., sonst´. |           |      |           |      |           |

## Verkehr

### Individualverkehr
Eckertal ist eine Straßensiedlung, dessen Nordende in die Landesstraße 501 mündet. Diese Straße führt in Ostrichtung nach Stapelburg, zur A 36 und nach Ilsenburg. In Westrichtung führt die Straße in die Bad Harzburger Kernstadt und über die weiter westlich abzweigende Kreisstraße 46 nach Bettingerode.

### ÖPNV
Eckertal wird im Norden an der Bushaltestelle Eckertal, Stapelburger Straße unregelmäßig durch die Buslinie 270 (Bad Harzburg – Wernigerode) bedient. Hinzu kommt nur im Schülerverkehr und wochenends als Anruf-Linien-Taxi die Buslinie 874.
Zwei Kilometer östlich befindet sich ein SPNV-Haltepunkt an der Bahnstrecke Ilsenburg–Vienenburg mit stündlicher Verbindung nach Goslar oder alternierend nach Magdeburg und Halle.

### Wandern
Rund einen Kilometer südlich führt der Ilsenburger Stieg weiter nach Bad Harzburg und Ilsenburg. Von Norden her ist Eckertal über den Grenzweg erreichbar, der kurz vor dem Altfelder Krug in die Alte Halberstädter Straße übergeht und ab hier Abzweigungen nach Abbenrode besitzt.